# Agriocnemis alcyone
Agriocnemis alcyone là một loài chuồn chuồn kim trong họ Coenagrionidae.
Agriocnemis alcyone được Laidlaw miêu tả khoa học năm 1931.